# Stora Gäddgölen, Blekinge
Stora Gäddgölen är en sjö i Ronneby kommun i Blekinge och ingår i Nättrabyån-Ronnebyåns kustområde. Sjön är 12,1 meter djup, har en yta på 0,107 kvadratkilometer och befinner sig 67,3 meter över havet.

## Delavrinningsområde
Stora Gäddgölen ingår i det delavrinningsområde (624158-147175) som SMHI kallar för Utloppet av Listersjön. Medelhöjden är 70 meter över havet och ytan är 12,35 kvadratkilometer. Räknas de 8 avrinningsområdena uppströms in blir den ackumulerade arean 67,14 kvadratkilometer. Avrinningsområdets utflöde Listerbyån mynnar i havet. Avrinningsområdet består mestadels av skog (62 %) och sankmarker (17 %). Avrinningsområdet har 2,06 kvadratkilometer vattenytor vilket ger det en sjöprocent på 16,7 %.